# Loc-ed After Dark
Loc-ed After Dark är titeln på rapparen Tone Lōcs debutalbum som utgavs den 23 januari 1989. Det tog två år att spela in albumet, som blev en stor succé. Låtarna Wild Thing, Funky Cold Medina och I Got It Goin' On blev stora hits. Albumet tog sig upp till första plats på Billboard 200.

## Låtlista
1. On Fire (remix)
2. Wild Thing
3. Loc'ed After Dark
4. I Got It Goin' On
5. Cutting Rhythms
6. Funky Cold Medina
7. Next Episode
8. Cheeba Cheeba
9. Don't Get Close
10. Loc'in on the Shaw
11. The Homies